# Estearato de lítio
O estearato de lítio é um sal do ácido esteárico com o cátion lítio. Ele toma a forma de um sólido branco macio, e é preparado pela reação de hidróxido de lítio e ácido esteárico.
É usado para espessar óleos, com a finalidade de elaborar graxas de alta temperatura.